# Markku Lehmuskallio
Markku Lehmuskallio, né le 31 décembre 1938 à Rauma (Finlande), est un réalisateur, directeur de la photographie et scénariste finlandais.

## Filmographie

### Au cinéma

#### Acteur
- 1984 : Le Contemporain : Man in Loo
- 1992 : Minä olen, I osa : Narrator (voix)

#### Département animation
- 2004 : Fata Morgana

#### Département artistique
- 1997 : Anna
- 2004 : La Fiancée du 7e ciel

#### Directeur de la photographie
- 1973 : Pohjoisten metsien äänet
- 1974 : Mies jolla on kahdet kasvot
- 1974 : Tapiola
- 1975 : Elämän tanssi
- 1975 : Kesän maku
- 1976 : Antti Puuhaara
- 1976 : Maestro ja maisema
- 1977 : Mikä mies metsuri
- 1977 : Pulakapina
- 1980 : Korpinpolska
- 1980 : Milka : Un film sur les tabous
- 1982 : Skierri, vaivaiskoivujen maa
- 1985 : La Nourrice bleue
- 1989 : Taikuri
- 1991 : Denis
- 1992 : Minä olen, I osa
- 1992 : Säkkijärvi - Kondratjevo
- 1993 : Aunuksen kylillä
- 1993 : Poron hahmossa pitkin taivaankaarta...
- 1994 : Kadotettu paratiisi
- 1995 : Jäähyväisten kronikka
- 1995 : Magnus, Wilhelm ja Ferdinand
- 1996 : The Keppo Family - sirkusta koko elämä
- 1997 : Anna
- 1998 : Uhri - elokuva metsästä
- 2002 : Elämän äidit
- 2007 : Matka
- 2008 : Le Voyage perpétuel
- 2009 : Maan muisti
- 2012 : Yksitoista ihmisen kuvaa

#### Réalisateur
- 1973 : Pohjoisten metsien äänet
- 1974 : Mies jolla on kahdet kasvot
- 1974 : Tapiola
- 1975 : Elämän tanssi
- 1977 : Mikä mies metsuri
- 1980 : Korpinpolska
- 1982 : Skierri, vaivaiskoivujen maa
- 1985 : La Nourrice bleue
- 1988 : Inuksuk
- 1992 : Minä olen, I osa
- 1992 : Minä olen, II osa
- 1993 : Poron hahmossa pitkin taivaankaarta...
- 1994 : Kadotettu paratiisi
- 1995 : Jäähyväisten kronikka
- 1997 : Anna
- 1998 : Uhri - elokuva metsästä
- 2000 : 7 chants de la toundra
- 2000 : De goede herder
- 2001 : Paimen
- 2002 : Elämän äidit
- 2004 : Fata Morgana
- 2004 : La Fiancée du 7e ciel
- 2007 : Matka
- 2007 : Saamelainen
- 2008 : Le Voyage perpétuel
- 2009 : Maan muisti
- 2010 : Neko, dernière de la lignée
- 2012 : Yksitoista ihmisen kuvaa
- 2015 : Tsamo
- 2017 : Pyhä

#### Monteur
- 1976 : Maestro ja maisema
- 1993 : Poron hahmossa pitkin taivaankaarta...
- 1994 : Kadotettu paratiisi
- 1995 : Jäähyväisten kronikka
- 2000 : 7 chants de la toundra
- 2001 : Paimen
- 2002 : Elämän äidit
- 2004 : Fata Morgana
- 2007 : Matka
- 2007 : Saamelainen
- 2008 : Le Voyage perpétuel
- 2009 : Maan muisti
- 2012 : Yksitoista ihmisen kuvaa
- 2014 : Minja
- 2015 : Tsamo
- 2017 : Pyhä

#### Producteur
- 1974 : Mies jolla on kahdet kasvot
- 1980 : Korpinpolska
- 1985 : La Nourrice bleue
- 1993 : Poron hahmossa pitkin taivaankaarta...
- 2002 : Elämän äidit
- 2004 : Fata Morgana
- 2007 : Matka
- 2009 : Maan muisti
- 2012 : Yksitoista ihmisen kuvaa
- 2017 : Pyhä

#### Ingénieur du son
- 1973 : Pohjoisten metsien äänet
- 1998 : Uhri - elokuva metsästä
- 2000 : 7 chants de la toundra
- 2001 : Paimen
- 2007 : Saamelainen

#### Scénariste
- 1973 : Pohjoisten metsien äänet
- 1974 : Mies jolla on kahdet kasvot
- 1974 : Tapiola
- 1977 : Mikä mies metsuri
- 1980 : Korpinpolska
- 1982 : Skierri, vaivaiskoivujen maa
- 1985 : Arctic Delights : A Safari through Finnish Lappland
- 1985 : La Nourrice bleue
- 1988 : Inuksuk
- 1993 : Poron hahmossa pitkin taivaankaarta...
- 1994 : Kadotettu paratiisi
- 1995 : Jäähyväisten kronikka
- 1997 : Anna
- 1998 : Uhri - elokuva metsästä
- 2001 : Paimen
- 2002 : Elämän äidit
- 2004 : Fata Morgana
- 2007 : Saamelainen
- 2008 : Le Voyage perpétuel
- 2009 : Maan muisti
- 2010 : Neko, dernière de la lignée
- 2012 : Yksitoista ihmisen kuvaa
- 2015 : Tsamo
- 2017 : Pyhä

## Récompenses et distinctions
- Prix Aho & Soldan pour l’œuvre d'une vie, 2002
- (en) Markku Lehmuskallio: Awards, sur l'Internet Movie Database